# Korczów (Ukraina)
Korczów (ukr. Корчів) – wieś w rejonie czerwonogrodzkim obwodu lwowskiego. Wieś liczy około 450 mieszkańców.
Znajduje się tu przystanek kolejowy Korczów, położony na linii Rawa Ruska – Czerwonogród (Krystynopol).
W II Rzeczypospolitej do 1934 samodzielna gmina jednostkowa. Następnie należała do zbiorowej gminy wiejskiej Tarnoszyn w powiecie rawskim w woj. lwowskim. 
W latach 1939–1945 nacjonaliści ukraińscy z OUN-UPA zamordowali tutaj 19 Polaków.
Po wojnie wieś weszła w skład powiatu tomaszowskiego w woj. lubelskim. W 1951 roku Korczów i Staje jako jedyne z 10 wsi gminy Tarnoszyn (którą równocześnie przekształcono w gminę Ulhówek) zostały przyłączone do Związku Radzieckiego w ramach umowy o zamianie granic z 1951 roku.
W Korczowie urodził się w 1881 Matwij Jaworskyj – ukraiński historyk.